# Corticaria foveola
Corticaria foveola là một loài bọ cánh cứng trong họ Latridiidae. Loài này được Beck miêu tả khoa học năm 1817.